# Балдерлу
Балдерлу (перс. بالدرلو) — село в Ірані, входить до складу дехестану Бакешлучай у Центральному бахші шахрестану Урмія провінції Західний Азербайджан.